# یاماگوچی مونه‌ناگا
یاماگوچی مونه‌ناگا (به ژاپنی: 山口宗永)، دایمیو و سامورایی از دوره آزوچی-مومویاما تا اوایل دوره ادو. در خدمت خاندان تویوتومی بود.
در نبرد سکیگاهارا در سال ۱۶۰۰، مونه‌ناگا با ارتش غربی ایشیدا میتسوناری طرف شد. در ۲۶ ژوئیه، مائدا توشیناگا از کاگا-کانازاوا از ارتش شرقی با ارتشی متشکل از ۲۰۰۰۰ نفر ، ظاهراً قصد داشت به قلعه کوماتسو، جایی که نیوا ناگاشیگه از ارتش غربی مستقر بود، حمله کند، اما او ناگهان تصمیم گرفت که این کار را انجام ندهد.  او در تاریخ ۱ اوت وارد قلعه کاگا ماتسویاما شد. 

## نبرد آسای
مونه‌ناگا از وضعیت اضطراری شنید و دفاع از قلعه دایشوجی را تقویت کرد و برای درخواست کمک به  آئوکی کازونوری از قلعه کیتانوشو و ناگاشیگه نیوا از قلعه کوماتسو پیام رسان فرستاد، اما آنها نتوانستند به موقع برسند. روز بعد، در روز دوم، توشیناگا رسولان کوری کوروبی و مورای کیوزائمون را فرستاد تا به مونه‌ناگا توصیه کنند که تسلیم شود، اما مونه‌ناگا خشمگین شد و نپذیرفت.
نیروهای مائدا به قلعه حمله کردند. در مورد ارتش مدافع یاماگوچی، پسر ارشد مونه‌ناگا، یاماگوچی نوبوهیرو، نیروهای خود را در نزدیکی قلعه پنهان کرد و فرماندهی رهگیری را بر عهده گرفت، اما توسط یامازاکی ناگانوری، پیشتاز ارتش مائدا، جایی که پنهان شده بود کشف شد و شکست خورد. علاوه بر ارتش یامازاکی، ارتش مائدا، نیروهای زیر مانند ارتش چورنریو نیز به نبرد پیوستند و نبرد در اطراف بیرونی قلعه شکل گرفت. نوبوهیرو یک حمله جسورانه انجام داد و به نیروهای مائدا آسیب وارد کرد، اما پس از اصابت گلوله نیروهای مائدا، او مجبور به عقب‌نشینی در محوطه قلعه شد. نیروهای مائدا به جلو رانده شدند، اما نیروهای یاماگوچی به رهبری پدر و پسر مونه‌ناگا نیز ضدحمله کردند. با این حال، ارتش یاماگوچی که تنها ۵۰۰ سرباز داشت، با ارتش ۲۰۰۰۰ نفری همخوانی نداشت و مونه‌ناگا سرانجام از بالای دیوار اعلام کرد که قصد تسلیم شدن دارد. اما نیروهای مائدا که سربازان زیادی را از دست داده بودند اجازه ندادند و به داخل قلعه هجوم بردند. در عصر روز ۳ اوت، قلعه دایشوجی سقوط کرد و مونه‌ناگا و نوبوهیرو خودکشی کردند. گفته می‌شود که او چوزائمون کیزاکی، نگهدارنده چوتوکو یامازاکی را صدا کرد و به او دستور داد که خودکشی کند و خود را گردن بزند. گورهای مونه‌ناگا و نوبوهیرو در معبد زنشوجی در دایشوجی شینمی چو، شهر کاگا، استان ایشیکاوا قرار دارند. تپه سر در نزدیکی پل فوکودا (شینماچی) در رودخانه سابق دایشوجی قرار دارد.